# Bergmannrör
Bergmannrör var ett isoleringsrör som förr användes för elinstallation. I röret drog man in de enskilda isolerade elektriska ledarna. Röret har fått namn efter sin uppfinnare Sigmund Bergmann.
Ursprungligen bestod röret av en svart impregnerad och vattentät tämligen, hård pappersmassa, utan omslutande skyddsmantel. Från omkring 1900 fick röret, för att bättre skydda materialet en falsad mantel av mässingplåt, blyad järnplåt eller järnplåt med aluminiumhölje.
Bergmannrör tillverkades i tre meter långa längder med en innerdiameter av 9, 11, 13 ½, 16, 21, 23, 29, 36 och 48 mm. Genom hylsor ‘muffar’, kunde rören efterhand sammanfogas allteftersom ledningarna drogs i. Den idragna ledningstråden var oftast av typen OVIR som bestod av förtenta mångtrådiga kopparledare isolerade med vulkaniserat gummi och bandade med gummiimpregnerat bomullsband.
Vida böjar på Bergmannrör kunde göras med hjälp av rörbockningstång. Efter de då gällande elektriska föreskrifterna, måste metallhöljets fals vändas utåt eller vara vänt mot väggen. För snäva kurvor, matningar och utlopp fanns det olika, mestadels uppfällbara eller ihopstuckna tillbehör som muffar T- och korsstycken liksom ändhylsor tillverkade av keramik. Bergmannrör användes företrädesvis för utvändig förläggning i torra utrymmen, men användes även vid infällt montage. Fixeringen skedde med skruv- eller spikklämmor. Ännu efter andra världskriget användes Bergmannrör. Efterhand användes rören för dragning av moderna plastisolerade ledningar.
Bergmannrören tillverkas sedan lång tid tillbaka inte längre. De ersattes av installationsrör (VP-rör eller Flex-slang) eller installationskanaler av PVC eller flamskyddad polypropen. En av anledningarna var säkerhetsrisken. Om till exempel en metallkant skadade ledningens isolering kunde hela rörsystemet bli spänningsförande. För fuktiga utrymmen var Bergmannrören också olämpliga eftersom det tunna plåtmaterialet snabbt korroderade.